# Nyamibu
Nyamibu är ett periodiskt vattendrag i Burundi.   Det ligger i provinsen Bururi, i den sydvästra delen av landet, 60 km söder om huvudstaden Bujumbura.
Omgivningarna runt Nyamibu är en mosaik av jordbruksmark och naturlig växtlighet. Runt Nyamibu är det ganska tätbefolkat, med 207 invånare per kvadratkilometer.